# Бичок кам'яний
Бичо́к кам'яни́й (Ponticola ratan) — Понто-Каспійський вид риби родини бичкових (Gobiidae). Часто вказується в складі роду Neogobius, але згідно із сучасною класифікацією віднесений до роду Ponticola. Вид занесений до Червоної книги Чорного моря. 

## Характеристика

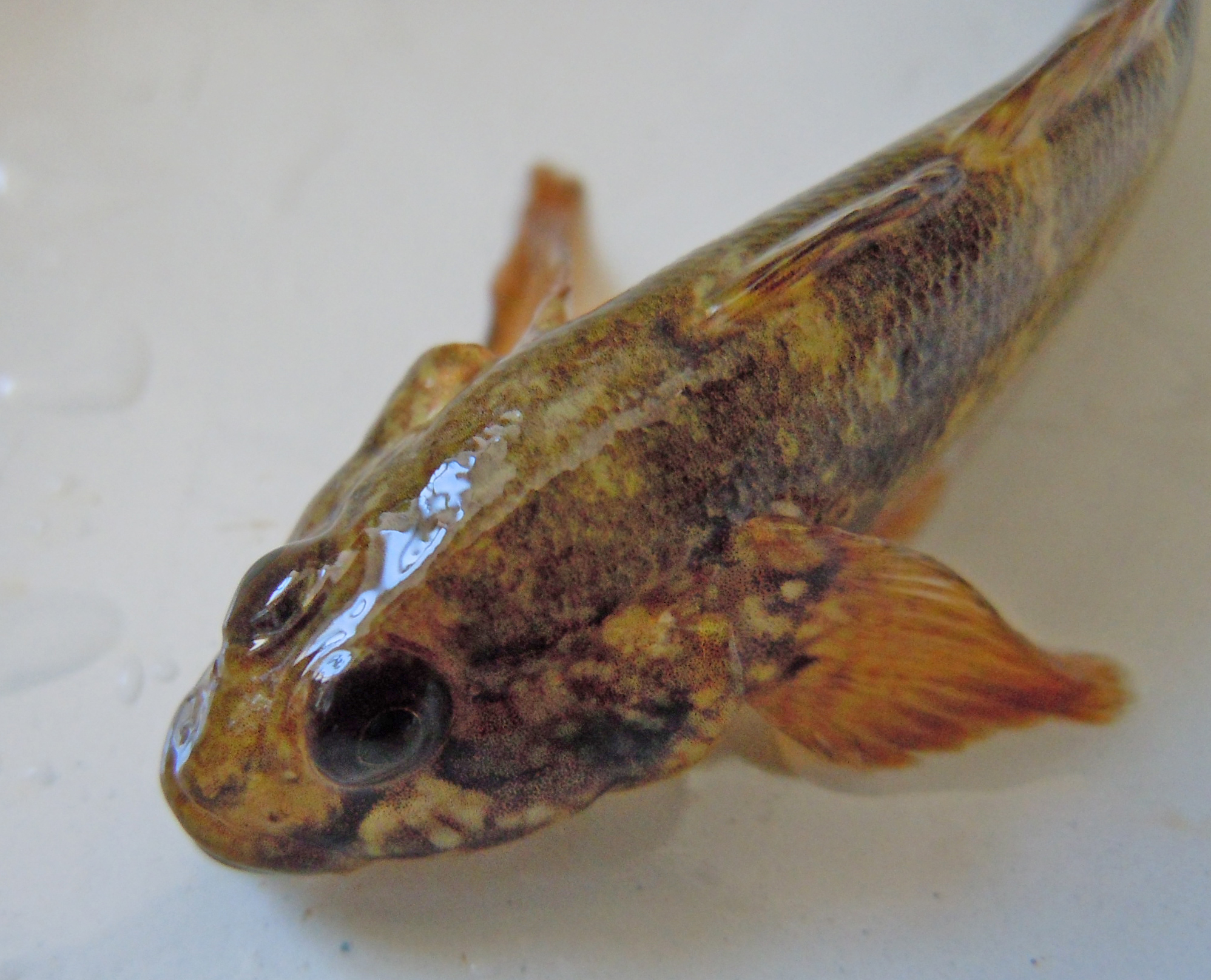
Голова бичка кам'яного

Тім'я, потилиця, верхня частина зябрових кришок, горло, основи грудних плавців і черево вкриті циклоїдною лускою. Другий спинний плавець високий, особливо ззаду. Голова притиснена зверху: її ширина помітно більше висоти. Комірець черевного присосок з загостреними лопатинками. Забарвлення тіла темно-буре з невеликими округлими світло-жовтими плямами по боках. Плавці темно-сірі з блискучим темно-синім відтінком. Перший спинний плавець з трьома поперечними темними смугами та жовтою або помаранчевою облямівкою спереду. Довжина черевних плавців становить 16-21% довжини тіла. На плавцях є смужки. Сягає 20 см довжини.

## Ареал
Живе в солонуватих і прісних водах басейну Чорного моря. У Каспійському морі представлений підвидом Ponticola ratan goebeli. Зустрічається біля узбережжя Болгарії, Румунії, біля берегів Одеси, Очакова, в Дністровському лимані, Березанському, Дніпровсько-Бузькому лиманах, Каркінітській затоці, біля берегів Криму. Є в Азовському морі (західна частина), Керченській протоці і північно-східній частині Чорного моря.

## Екологія
Тримається берегів, серед скель і каміння, переважно у бухтах. Уникає розпріснення, хоча поодиноко заходить до гирл річок. Нерестує в травні—червні. Господарського значення не має.

## Охорона
На більшій частині ареалу стан природних популяцій виду залишається більш-менш стабільним, за що він, згідно з Червоним списком МСОП, отримав охоронний статус «відносно благополучний вид». Але в окремих регіонах спостерігається тенденція до зниження чисельності популяції виду. Тому бичок кам'яний занесений до Червоної книги Чорного моря (охоронна категорія: вразливий в українському секторі моря).